# Aubers
Aubers is een gemeente in het Franse Noorderdepartement (Frans: département du Nord) (regio Hauts-de-France). De gemeente telde op 1 januari 2022 1.746 inwoners en maakt deel uit van het arrondissement Rijsel.

## Geschiedenis
Aubers lag in de Eerste Wereldoorlog op de Duitse linies en werd bijna compleet verwoest.

## Geografie
De oppervlakte van Aubers bedroeg op 1 januari 2022 10,14 vierkante kilometer; de bevolkingsdichtheid was toen 172,2 inwoners per km².

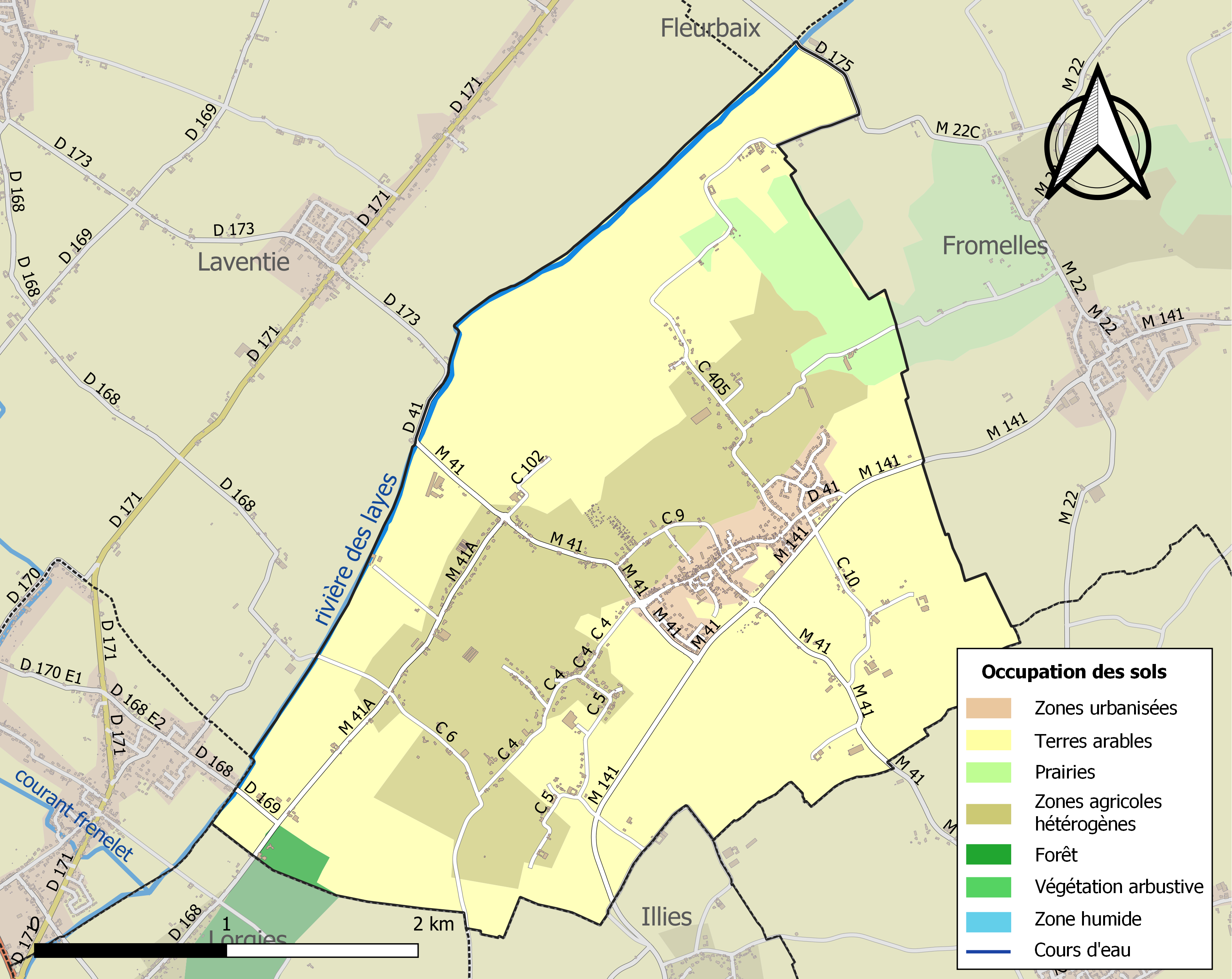
Kaart van de gemeente met belangrijkste infrastructuur, bodemgebruik en omliggende gemeenten

## Bezienswaardigheden
- De Église Saint-Vaast, die werd herbouwd na de Eerste Wereldoorlog.
- Aubers Ridge British Cemetery, een Britse militaire begraafplaats met meer dan 700 gesneuvelden.

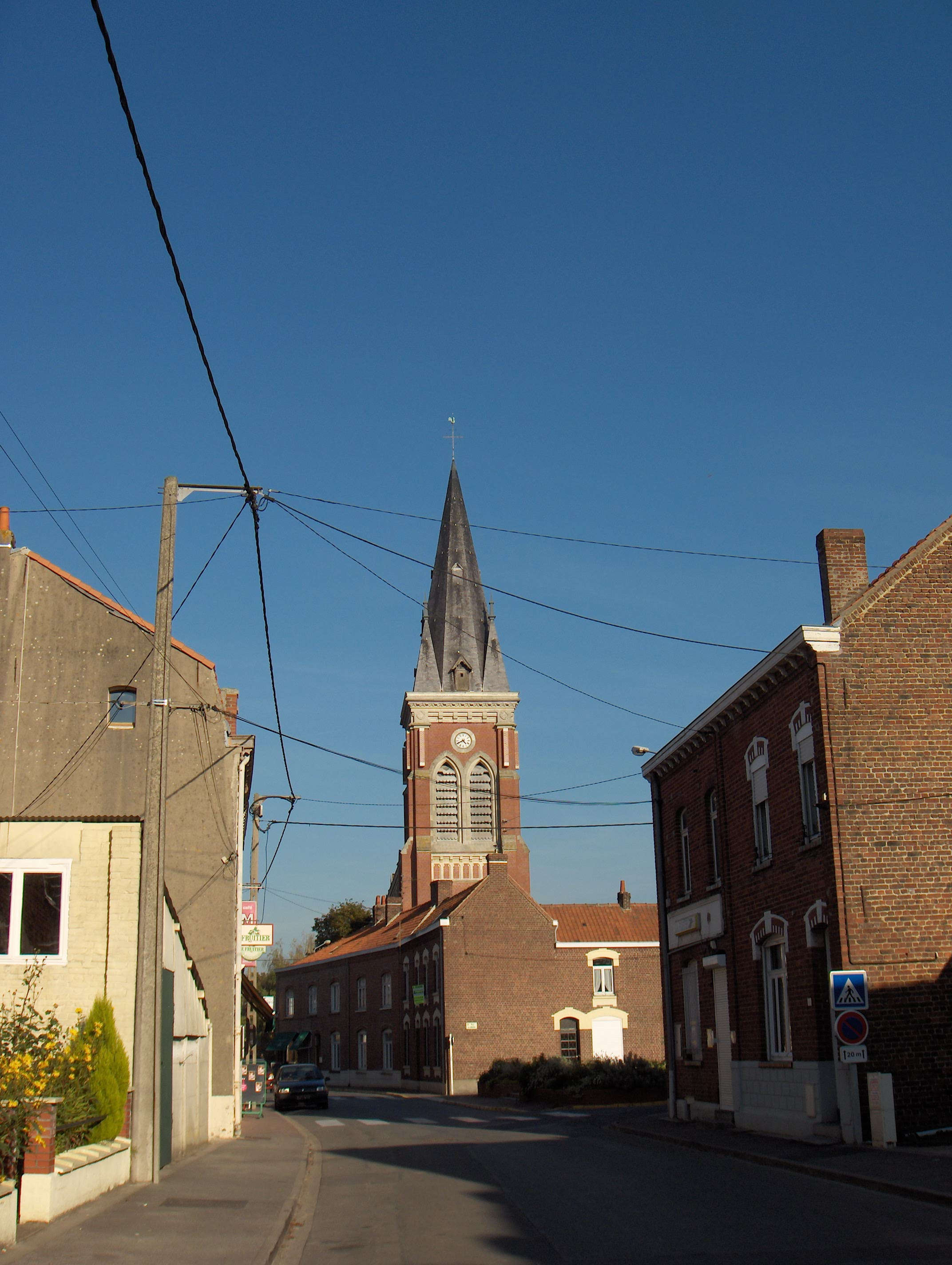
Dorpscentrum met de Église Saint-Vaast
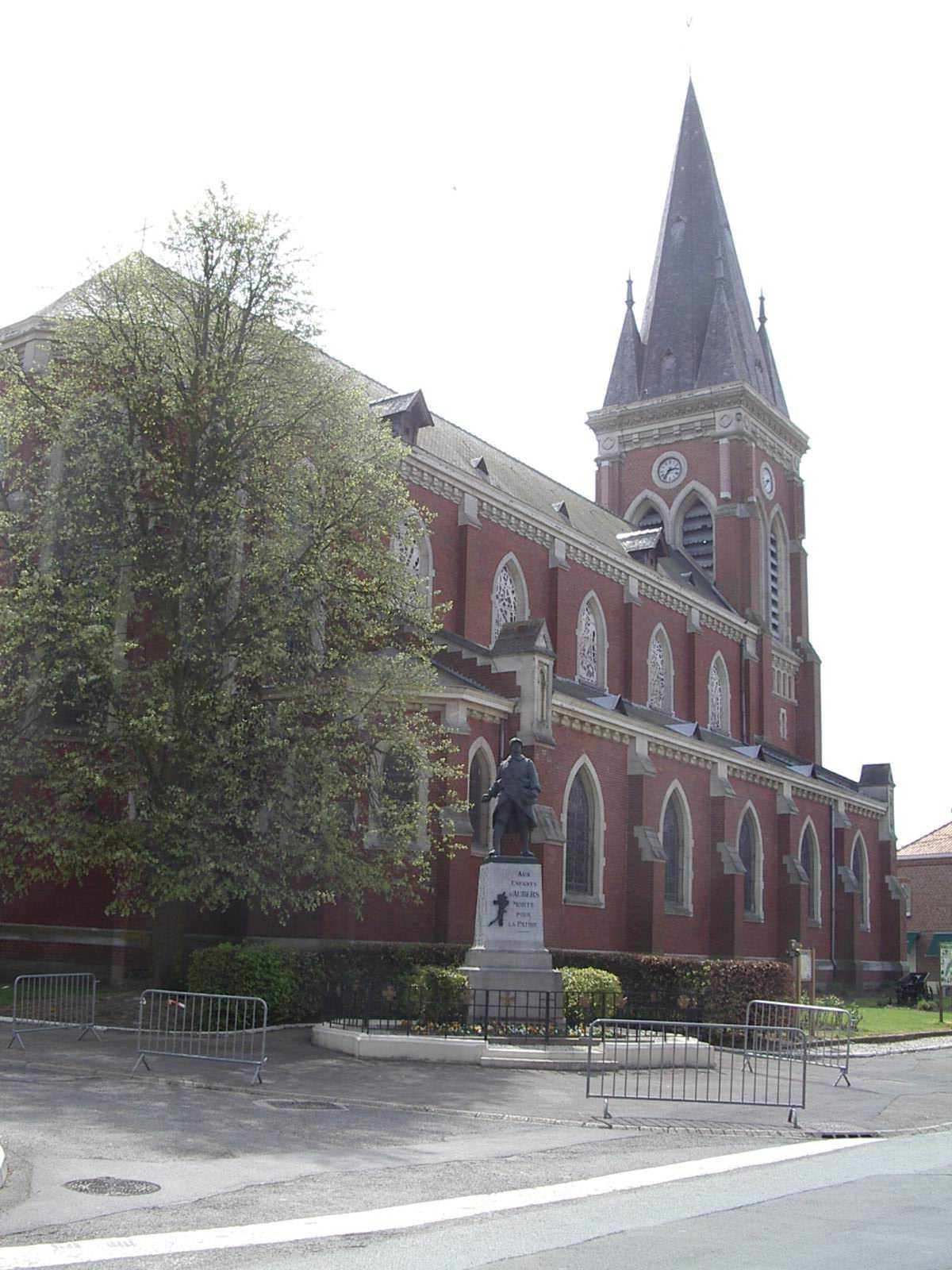
Église Saint-Vaast

## Demografie
Onderstaande figuur toont het verloop van het inwonertal (bron: INSEE-tellingen).